# VisiCalc
VisiCalc fue la primera aplicación de hoja de cálculo disponible para computadoras personales. Es considerada la aplicación que convirtió el microcomputador de un hobby para entusiastas de la computación en una herramienta seria de negocios. Se vendieron más de 700.000 copias de VisiCalc en seis años.

## Orígenes
Fue concebido por Dan Bricklin, refinado por Bob Frankston, desarrollado por su compañía Software Arts, y distribuido por Personal Software en 1979 ( posteriormente llamada VisiCorp ) para la computadora Apple II.
VisiCalc propulsó las ventas del Apple y lo convirtió en una muy deseada herramienta financiera. Esto probablemente motivó a  IBM a entrar al mercado del PC, que ellos habían ignorado hasta entonces.
Según Bricklin, él estaba mirando a su profesor de la universidad en la escuela de Harvard Business School crear un modelo financiero en una pizarra. Cuando el profesor encontraba un error o deseaba cambiar un parámetro, tenía que tediosamente borrar y reescribir un número de entradas secuenciales en la tabla, iluminando a Bricklin para darse cuenta de que él podía replicar el proceso en una computadora usando una 'hoja de cálculo electrónica' (electronic spreadsheet) para ver los resultados de las fórmulas subyacentes.
VisiCalc soportaba 5 columnas y 20 filas, y se convirtió en una de las aplicaciones más vendidas para el Apple II. Las empresas vieron el gran potencial de las hojas de cálculo y, en muy poco tiempo, VisiCalc se convirtió en el gran tractor del Apple II en el mundo empresarial; un software vendido a 100 dólares era el responsable de que se vendiesen computadoras de 2.000 dólares.

## Sucesores
Aunque la hoja de cálculo electrónica fue una idea revolucionaria, Bricklin fue informado que sería poco probable que le concedieran una patente, así que él no pudo beneficiarse significativamente de su invención. En ese tiempo, en los Estados Unidos, las patentes no estaban disponibles para el software, así que pensó que el producto solo podía tener derechos de autor, y como el copyright se ocupa de la forma más que de la idea, los competidores podían copiar rápidamente el concepto y simplemente presentar el resultado en una diferente disposición sin infringir el copyright.
Charles Babcock de InformationWeek, en perspectiva, sostiene que, "VisiCalc era imperfecto y desgarbado, y no podía hacer muchas cosas que los usuarios querían que hiciera". Pronto, fueron lanzados clones más poderos de VisiCalc, incluyendo SuperCalc (1980), Multiplan de Microsoft (1982), Lotus 1-2-3 (1983), y el módulo de hoja de cálculo en AppleWorks (1984). Con Microsoft Excel (introducido para el Mac OS en 1985 y para Windows 2.0 en 1987), nació una nueva generación de hojas de cálculo. Debido a la carencia de una patente, ninguno de los desarrolladores de los clones VisiCalc tuvo que pagar cualquier derecho a VisiCorp.
La idea estaba tan libre, que incluso una hoja de cálculo, llamada TurboCalc, fue incluida en código fuente como un mero "ejemplo" de aplicación del compilador Turbo C de Borland.

## Recepción
El revisor de la revista Antic, Joseph Kattan escribió, "VisiCalc no es tan fácil de usar como programas de contabilidad caseros preempaquetados, porque requiere que usted diseñe tanto la disposición como las fórmulas usadas por el programa. Sin embargo, debido a que no estaba preempaquetado, es infinitamente más poderoso y flexible que tales programas. Usted puede utilizar VisiCalc para balancear su chequera, mantenerse al corriente de las compras de la tarjeta de crédito, calcular su patrimonio neto, hacer sus impuestos - las posibilidades son prácticamente ilimitadas".